# Wolf Muser
Wolf Muser (* 23. Oktober 1950 in Esslingen am Neckar; † 30. März 2022) war ein deutscher Schauspieler, der vor allem in den USA tätig war.

## Leben
Wolf Muser wurde im baden-württembergischen Esslingen am Neckar geboren, wo er auch aufgewachsen ist. Anfang der 1970er-Jahre wanderte er in die Vereinigten Staaten aus, wo er eine professionelle Schauspielausbildung absolvierte und ab 1975 dann als Schauspieler tätig war. Insgesamt wirkte er bis zum Jahr 2019 in mehr als 80 Film-und-Fernsehproduktionen mit.
Einen großen Bekanntheitsgrad erlangte er vor allem durch die Rolle des Marcello Armonti in der NBC-Seifenoper California Clan, die er im Jahr 1985 spielte. Danach hatte er zahlreiche Gastauftritte in bekannten US-amerikanischen Fernsehserien wie beispielsweise in Crossing Jordan, Boston Legal, Cold Case, Criminal Minds, Breaking Bad oder auch Alias – Die Agentin. Muser spielte die Rolle des Hans Van Eeghen in einem Alternate Reality Game zur Fernsehserie Lost und trat als Adolf Hitler in der Amazon-Serie The Man in the High Castle auf.
Wolf Muser starb am 30. März 2022 im Alter von 71 Jahren.

## Filmografie (Auswahl)
- 1981: Hart aber herzlich (Hart to Hart; Folge: Hoppe, hoppe Reiter)
- 1982: Die Ballade vom Banditen Barbarosa (Barbarosa)
- 1983: Agentin mit Herz (Serie, 1 Folge)
- 1985: Unter der Sonne Kaliforniens (Serie, 2 Folgen)
- 1985:  Ein Colt für alle Fälle (S5 E3)
- 1985: California Clan (Santa Barbara, Fernsehserie)
- 1986: Hotel (Serie, 1 Folge)
- 1986: Falcon Crest (Serie, 1 Folge)
- 1987: Matlock (Serie, 1 Folge)
- 1989: MacGyver (Serie, 1 Folge)
- 1989: Mord ist ihr Hobby (Serie, 1 Folge)
- 1995: Alien Weapon I (Final Equinox)
- 1996: Twiggy, Liebe auf Diät (Film)
- 1998: Walker, Texas Ranger (Serie, 1 Folge)
- 1998: Rileys letzte Schlacht (One Man’s Hero)
- 2001: The Agency – Im Fadenkreuz der C.I.A. (Serie, 1 Folge)
- 2001: Strong Medicine: Zwei Ärztinnen wie Feuer und Eis (Serie, 1 Folge)
- 2002: Küstenwache (Serie, 1 Folge)
- 2002: Alias – Die Agentin (Alias, Fernsehserie, 5 Folgen)
- 2004: Crossing Jordan – Pathologin mit Profil (Serie, 1 Folge)
- 2006: Cold Case – Kein Opfer ist je vergessen (Serie, 1 Folge)
- 2007: Boston Legal (Serie, 1 Folge)
- 2007: Criminal Minds (Fernsehserie, 2 Episoden)
- 2008: Reich und Schön (Serie, 5 Folgen)
- 2008: U-900
- 2012: Desperate Housewives (Serie, 1 Folge)
- 2012: Breaking Bad (Serie, 1 Folge)
- 2015–2016: The Man in the High Castle (Fernsehserie, vier Folgen)
- 2016: Grimm (Fernsehserie)
- 2017: Adam Ruins Everything (Fernsehserie, vier Folgen)

## Videospiele
Ebenso ist Wolf Muser bekannt aus „The Beast Within: A Gabriel Knight Mystery“ in der Rolle des Dr. Klingmann.